# ソンクラー駅
ソンクラー駅（ソンクラーえき、タイ語:สถานีรถไฟสงขลา）は、かつてタイ王国南部ソンクラー県ムアンソンクラー郡に存在した、タイ国有鉄道南本線ソンクラー支線の駅（廃駅）である。ソンクラー支線の終点であった。
現在、旧駅舎は市場の一部となり、駅名標、ホーム等が当時のまま残っている。

## 歴史
タイ国有鉄道南本線の本格的な工事は北側1カ所（ペッチャブリー駅）、南側2カ所（ソンクラー駅、カンタン駅）の3カ所より開始された。当駅は1913年1月1日に開業した。 
自動車との競合で利用者が減少したため、ソンクラー支線は1978年7月1日に廃線となった。鉄道としての活躍期間は65年6か月であった。廃止になる直前のダイヤではハートヤイ駅との間で1日に7往復の列車が運行されていた。
- 1913年1月1日 - 開業。
- 1978年7月1日 - 廃止。